# Логойски кратер
Логойският кратер (на беларуски: Лагойская астраблема) е най-известният и най-голям ударен кратер с метеоритен произход в Беларус. Той не се вижда на повърхността, защото е покрит с 200-метров слой от пръст и скални материали, но очертанията му ясно се забелязват при въздушна фотография. Намира се близо до град Логойск, в района на селата Кузевичи и Малиновка. Открит е случайно през 1973 г. при планови геоложки проучвания.
Експлозията е станала на морския бряг, където по онова време растителността е напомняла тропическата. Кратерът бързо се напълва с вода и се превръща в езеро, заобиколено от 200-метров вал. Настъпва ядрена зима, продължила няколко години. Това явление се характеризира с рязко понижаване на температурата с 8 – 10 °С и непрекъснати валежи.
В наше време езерото отдавна е изчезнало, мястото в района на Логойск представлява частично пресушено блато, разположено на хълм, резултат от експлозията. На повърхността над него има няколко села и реки. Всички външни признаци за наличието на такъв огромен кратер са унищожени от действието на ледниците и ерозията на почвата през изминалите векове.

## Показатели
Диаметърът на кратера е около 15 – 17 км, а дълбочината му е минимум 500 – 600 метра. Възрастта му се определя на около 35 – 40 милиона години. Според мнението на други учени метеоритът е паднал преди 42,3 ± 1,1 милиона години, по време на еоцена.
Учените изчисляват, че каменният метеорит се е движел със скорост 18 км/сек и е паднал под ъгъл около 40°. Средният му диаметър е бил 629 метра, тежал е 439 милиона тона, а обемът му е бил около половин милиард кубически метра. Взривът е освободил енергия от 71 милиарда джаула (71х1018 джаула), бил е многократно по-мощен от експлозията на бомбата, хвърлена над Хирошима, а придружаващата температура е достигнала до около 2000 °C. Напълно е унищожено всичко живо на стотици, а може би и на хиляди километри от епицентъра. Самият метеорит не е открит. Вероятно се е разрушил или изпарил по време на сблъсъка, или просто лежи на по-голяма дълбочина.

## Състав
През 1973 г. група геолози, под ръководството на заслужилия геолог Георгий Илкевич, сондират местността и достигат до скали, напълно необичайни за района, разположени в неочаквана последователност. Подредени са хаотично, като утайки на възраст 1,5 милиарда години са смесени с минерали на възраст само 70 милиона години.
Под четвъртичните, предимно ледникови седименти с дебелина 80 – 160 метра, до 230-ия метър, са открити тънкослойни глини и езерни отлагания. Под тях са разположени необичайни, непознати дотогава в Беларус, брекчи и цементирания, с дебелина около 240 м. Надолу следват конгломерати, състоящи се от циментирани фрагменти и блокове от натрошен материал от едни и същи скали. Дебелината им е като тази на брекчите. Под тях са разположени лещовидни тела от стопени скали с неправилна форма. Дебелината им е до десет и повече метра. На външен вид приличат на вулканични лави, смесени с късове и малки фрагменти от утаечни и кристалинни скали. Намират се и разтопени отломки, както и останки от карбонизирана дървесина. Това са единствените открити на земята фосилизирани растителни фрагменти от флората, съществувала преди 38 милиона години. Представляват овъглени диатомеи, идентифицирани с помощта на микроанализатор.

## Хипотези
Спорът за естеството на находката продължава няколко години. Поканени са украински специалисти, които намират на мястото дребни диаманти, един от които даже черен. Тази находка кара правителството да засекрети бъдещите проучвания и повлиява в някаква степен върху възникналите хипотези за произхода на кратера.
- Заради откритото вулканично стъкло някои геолози предпочитат вулканичната хипотеза и вярват, че на това място някога, в далечното геоложко минало, е съществувал вулкан, при който се е образувала калдера след силно, експлозивно изригване.[1][5]
- Една от дръзките хипотези гласи, че става въпрос за взривна тръба, лавоподобните скали са кимбърлити и затова в тях трябва да се търсят диаманти. Такива безуспешни опити правят някои от ръководителите на тогавашната геоложка служба на Беларус.[5] Диаманти наистина са открити, но в много малки количества и с микроскопични размери, което е крайно недостатъчно за някакво практическо приложение.[1]
- Когато през 1976 – 1977 г. са бити още три сонди, се прави проучване на допълнителния материал и се получават недвусмислени аргументи в полза на хипотезата за метеоритен кратер. В периода 1979 – 1984 г. на територията му е извършена мащабна работа, по време на която са пробити около 30 сонди на дълбочина 300 – 500 метра и една на 1254 метра, така че става възможно да се направи точен „портрет“ на ефекта от предизвикания взрив.[5]

Едно от доказателствата, че става въпрос за кратер с метеоритен, а не вулканичен произход, е откриването на минералите коесит и стишовит. При високи температури и налягане силициевият диоксид се превръща отначало в коесит, а след това в стишовит. Постигането на такова налягане на сравнително малка дълбочина е невъзможно без мощно въздействие отвън. Така експлозивният метеоритен произход на кратера става необорим и официално приет.